# Anarthriaceae
Anarthriaceae je bývalá čeleď jednoděložných rostlin z řádu lipnicotvaré (Poales). V systému APG IV byla vřazena do čeledi lanovcovité.

## Pojetí čeledi
Pojetí čeledi se měnilo, ve starších taxonomických systémech byly zástupci včleněni v rámci čeledi Restionaceae, později byl čeleď uznávána, ale byl do ni zahrnován pouze rod Anarthria. Podle systému APG II sem patří ještě 2 další rody, dříve z čeledi Restionaceae. Někdy pro ně byly rozlišovány i samostatné čeledi Hopkinsiaceae a Lyginiaceae, obě s jediným rodem. V systému APG IV byla čeleď Anarthriaceae opět vřazena do čeledi lanovcovité.

## Popis
Jsou to vytrvalé pozemní byliny či liány. Mohou to být bahenní rostliny (helofyty) nebo suchomilné rostliny (xerofyty). Listy jsou jednoduché, střídavé, přisedlé. Čepel je čárkovitá, někdy isobifaciální (jezdivá), celokrajná, se souběžnou žilnatinou. Někdy mohou být listy redukovány na pochvy. Jsou to dvoudomé, vzácněji jednodomé rostliny. Květy jsou jednotlivé nebo uspořádány v květenstvích, vrcholících nebo latách. Květy jsou pravidelné, malé. Okvětí se skládá ze 6 okvětních lístků, které jsou nenápadné, šupinovité. Tyčinky jsou 3, jsou volné či srostlé. Gyneceum je srostlé z 1 nebo 3 plodolistů, je synkarpní, semeník je svrchní. Plodem je oříšek.

## Rozšíření ve světě
Jsou známy 3 rody a asi 11 druhů, vše jsou endemity jihozápadní Austrálie.

## Seznam rodů
Anarthria, Hopkinsia, Lyginia